# 혁명박물관 (쿠바)

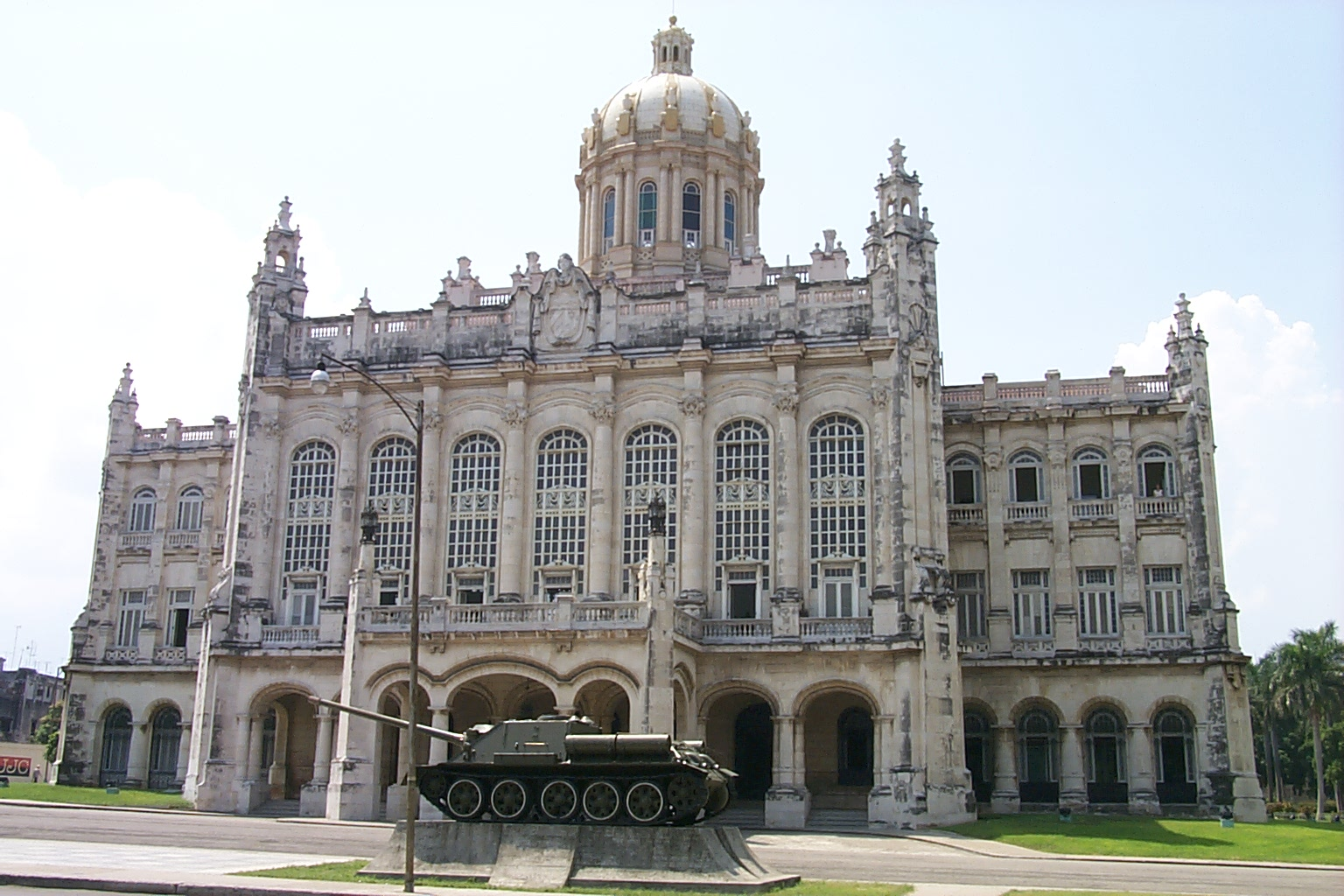
혁명박물관

혁명박물관(스페인어: Museo de la Revolución 무세오 데 라 레볼루시온[*])은 쿠바 라아바나비에하에 위치한 박물관이다. 대통령 마리오 가르시아 메노칼부터 풀헨시오 바티스타까지 대통령 관저로 사용되었으며, 쿠바 혁명 후 박물관으로 개편되었다.

## 전시
10년 전쟁, 쿠바 독립 전쟁, 쿠바 혁명 때 혁명 이후의 역사를 전시하고 있다. 쿠바 혁명 기간 동안 멕시코에서 쿠바에 상륙할 때 사용했던 요트 그란마 호도 유리 케이스 안에 보존되어 있다. 쿠바 미사일 위기 시 미국의 정찰기 U-2를 격추 한 S-75, U-2 엔진도 전시되어 있다.
박물관 근처에는 소비에트 구축 전차 SU-100가 전시되어 있다.

## 같이 보기
- 파우레 초몬